# هیستری جمعی
هیستری جمعی یا برانگیختگی همگانی (به فرانسوی: Hystérie collective)، در جامعه‌شناسی و روان‌شناسی، اختلال تبدیلی است که در اثر شایعات یا ترس، توهم تهدید مشترک در گروهی از جامعه سرایت پیدا می‌کند و زمانی رخ می‌دهد که افراد همزمان تحت یک محرک تنش زا واقع شوند.

## موارد جهانی ثبت‌شده

### ۱۹۵۰–۲۰۰۰
- همه‌گیری خنده در تانگانیاکا (۱۹۶۲): در ژانویه ۱۹۶۲ در یک مدرسه دخترانه در شهر کاشاشا در کشور تانزانیا ۹۵ نفر از ۱۵۹ دانش آموز مدرسه دچار این همه‌گیری شدند. مدرسه چند بار تعطیل و بازگشایی شد و این همه‌گیری به مدارس دیگر هم سرایت کرد.[۴]
- همه‌گیری ژوئن (۱۹۶۲): یک بیماری مرموز در یک کارگاه تولید لباس در آمریکا شیوع پیدا کرد. علائم بیماری شامل کرختی، تهوع، سرگیجه و استفراغ بود. یک شایعه مبنی بر اینکه این بیماری در اثر نیش حشرات موجود در کارگاه سرایت می‌کند به‌سرعت منتشر شد. ۶۲ نفر از کارکنان کارگاه دچار بیماری و چند نفر بستری شدند. تحقیقاتی که توسط مرکز بیماری‌های واگیر بهداشت عمومی آمریکا انجام شد به این نتیجه رسید که این بیماری، هیستری جمعی بوده‌است.[۵]
- ولش، لوییزیانا (۱۹۶۲)
- بیهوشی‌های بلک برن (۱۹۶۵): در اکتبر ۱۹۶۵ تعدادی از دختران دانش آموز مدرسه ای در بلک برن، انگلیس ابراز کردند که سرگیجه دارند و بعضی از آنها بیهوش شدند. در عرض دو ساعت ۸۵ دانش آموز با آمبولانس به بیمارستان انتقال یافتند. علائم دانش آموزان شامل بیهوشی، به هم خوردن دندانها، هایپرپنه و تتانی بود. با استفاده از پرسش‌نامه شخصیت آیزنک مشخص شد که دانش آموزانی که دچار این مشکلات شده بودند نمرات بیشتری در سرشت مضطرب و برونگرایی دارند. نتیجه‌گیری متخصصین این بود که این همه‌گیری ریشه هیستریک دارد، یک همه‌گیری قبلاً افراد را از نظر ذهنی آماده کرده بود، راهپیمایی ۳ ساعته که روز قبل انجام شده و ۲۰ بیهوش داشته این بیهوشیهای روانی را شروع کرده‌است.[۶]
- می‌سی‌سی‌پی (۱۹۷۶): دانش آموزان یک مدرسه بدون دلیل قابل قبولی به زمین می‌افتادند و به خود می‌پیچیدند. در یک مقطع زمانی یک سوم از ۹۰۰ دانش آموز از ترس دچار شدن به بیماری به مدرسه نمی‌آمدند.[۷]
- مالزی (۱۹۷۰–۱۹۸۰): هیستری جمعی در مالزی دختران دانش آموز و کارگران زن جوان در کارخانه‌ها را مبتلا کرد.[۸]
- واقعه هالینول (۱۹۸۰): حدود ۳۰۰ نفر که اکثراً کودک بودند ناگهان دچار حمله‌های بیهوشی، تهوع و علائم دیگر شدند. این واقعه یکی از مثالهای هیستری جمعی بوده‌است.
- همه‌گیری بیهوشی در کرانه باختری (۱۹۸۳): تعدادی از اتفاقات در مارس ۱۹۸۳ که در آن ۹۴۳ دختر نوجوان فلسطینی که عمدتاً دانش آموز بودند و تعدادی از زنان سرباز ارتش اسرائیل بیهوش شدند یا حالت تهوع داشتند. اسرائیل متهم شد که برای عقیم کردن دختران فلسطینی از سلاح شیمیایی استفاده کرده و منابع ارتش اسرائیل می‌گفتند که شبه نظامی‌های فلسطینی از یک ماده سمی برای ایجاد ناآرامی استفاده کرده‌اند. اما تحقیقات به این نتیجه رسید که موج اتفاقات نتیجه هیستری جمعی بوده‌است. این نتایج به تأیید مقامات رسمی بهداشت فلسطین هم رسید. این مقامات ابراز داشتند که هرچند ممکن است ۲۰٪ موارد اولیه واقعاً به دلیل استنشاق یک گاز ایجاد شده باشد اما ۸۰٪ بعدی به خاطر اختلالات روان تنی بوده‌است.[۹]
- سن دیه گو (۱۹۸۸): نیروی دریایی آمریکا ۶۰۰ مرد را از سربازخانه‌ها تخلیه کرد و ۱۱۹ نفر از آنها را به بیمارستانهای سن دیه گو فرستاد. آنها دچار دشواری در تنفس شده بودند. هیچ شاهدی مبنی بر مواد سمی، مسمومیت غذایی یا علت دیگر پیدا نشد.[۱۰]
- مسمومیت دانش آموزان کوزوو (۱۹۹۰): چیزی که ادعا می‌شد مسمومیت دانش آموزان کوزوو با گازهای سمی است، توسط پروفسور زوران رادووانوویچ نتیجه هیستری جمعی تشخیص داده شد.[۱۱]

### ۲۰۰۰ تا کنون
- مرد میمون‌نمای دهلی (۲۰۰۱): شایعاتی در مورد دیده شدن یک هیولای پر مو شبیه به میمون در خیابانهای دهلی هند منجر به مرگ دو یا سه نفر شد. آنها هنگام فرار از دست این هیولای خیالی یا از پشت بام یا از راه پله‌ها سقوط کردند.
- کارولینای شمالی (۲۰۰۲): ۱۰ دختر در یکی از مناطق روستایی کارولینای شمالی دچار حمله‌های عصبی و علائم دیگری شدند. این علائم برای مدت ۵ ماه با شدت و ضعف ادامه داشت. بیشتر این حملات در خارج از کلاس و حدود نیمی از آنها در زمان نهار رخ می‌داد.[۱۲][۱۳]
- ویروس توت فرنگی با شکر (۲۰۰۶): در ماه مه سال ۲۰۰۶ شیوع گسترده‌ای از یک بیماری که ویروس توت فرنگی با شکر نام گرفت در مدارس پرتقال گزارش شد. این نام در واقع از یک سریال مورد علاقه دختران نوجوان به نام «توت فرنگی با شکر» گرفته شده بود. حداقل ۳۰۰ دانش آموز در ۱۴ مدرسه علائمی مشابه چیزی که در آخرین اپیزود سریال برای بعضی شخصیتها رخ می‌داد گزارش کردند. علائم شامل کهیر، دشواری در تنفس و سرگیجه بود. بعضی مدارس به دلیل نگرانی از وجود یک مشکل واقعی تعطیل شدند. مرکز ملی اورژانس پرتقال موضوع را تحت عنوان «هیستری جمعی» طبقه‌بندی کرد.[۱۴]
- مکزیکوسیتی (۲۰۰۶ تا ۲۰۰۷): بین اکتبر ۲۰۰۶ تا ژوئن ۲۰۰۷ در نزدیکی محلی به نام چالکو در حوالی مکزیکو سیتی، هیستری جمعی باعث بروز علائم غیرعادی در بیش از ۵۰۰ دانش آموز در مدرسه روستا شد. این دانش آموزان دچار تب و حالت تهوع شدند و در راه رفتن مشکل داشتند. در بعضی موارد فلج موضعی نیز مشاهده شد.[۱۵]
- وینتون، ویرجینیا (۲۰۰۷): حداقل ۹ دانش آموز و یک معلم در دبیرستان ویلیام بایرد دچار تیکهای عصبی، سردرد و سرگیجه شدند. این علائم ماه‌ها ادامه داشت.[۱۶]
- افغانستان (۲۰۰۹ -): از سال ۲۰۰۹ تعداد زیادی موارد مسمومیت دختران دانش آموز در نقاط مختلف افغانستان گزارش شد. علائم این مسمومیت سرگیجه، از هوش رفتن و استفراغ بود. سازمان ملل، سازمان بهداشت جهانی و نیروی بین‌المللی کمک به امنیت (از زیر مجموعه‌های ناتو) در طول سالیان مختلف تحقیقاتی در مورد این گزارشها انجام دادند، اما هرگز شواهدی از مواد سمی در صدها نمونه خون، ادرار و آبهای آشامیدنی پیدا نکردند. نتیجه تحقیقات این بود که دختران دچار بدحالی روانزاد جمعی شده‌اند.[۱۷][۱۸]علی‌رغم این یافته‌ها مقامات رسمی افغانستان همیشه طالبان را مسوول این اتفاقات می‌دانستند و آنها را به آلوده کردن آب مدارس یا استفاده از گازهای سمی متهم می‌کردند.
- برونئی (۲۰۱۰): در ماه‌های آوریل و می ۲۰۱۰ مواردی از هیستری جمعی در دو دبیرستان دخترانه در برونئی رخ داد. آخرین مورد قابل توجه در ۲۴ آوریل ۲۰۱۴ در یک مدرسه اتفاق افتاد و موجی از ترس و وحشت در میان بسیاری از والدین، آموزگاران و اعضای جامعه راه انداخت. بعضی از دختران ادعا می‌کردند که به تسخیر یک روح یا جن درآمده اند و علائم اختلال شخصیت مانند جیغ زدن، لرزیدن، از هوش رفتن و گریه کردن از خود نشان دادند.[۱۹]
- لی روی، نیویورک (۲۰۱۱–۲۰۱۲): بعد از اینکه ۱۲ دختر دانش آموز علائمی مانند سندروم تورت نشان دادند مدرسه آنها برای یافتن عوامل سمی آزمایش شد و هیچ موردی که بتواند دلیل این علائم باشد به‌دست نیامد. این موضوع و به تبع آن بعضی از دختران و والدینشان مورد توجه رسانه‌ها قرار گرفتند. در ژانویه ۲۰۱۲ تعداد بیشتری از دانش آموزان و یک زن ۳۶ ساله با علائم مشابه مطرح شدند. همه این موارد اختلال تبدیلی تشخیص داده شدند.[۲۰]
- سری‌لانکا (۲۰۱۲): در نوامبر ۲۰۱۲ مواردی از هیستری جمعی در ۱۵ مدرسه سری لانکا اتفاق افتاد. بیش تز ۱۹۰۰ دانش آموز و ۵ آموزگار در ۱۵ مدرسه این کشور برای علائم مختلفی از جمله اگزمای پوستی، استفراغ، سرگیجه و سرفه تحت درمان قرار گرفتند. این موارد از محله ای در شهر گرامپولا در ۱۵ نوامبر ۲۰۱۲ آغاز شد که در آن ۱۱۰۰ دانش آموز با علائمی شامل اگزما، استفراغ، سرگیجه و سرفه به بیمارستان برده شدند. مسوولین محلی مدرسه را به مدت سه روز تعطیل کردند. بعد از آن هم موارد مشابهی در روزهای ۱۶ تا ۱۹ نوامبر در نقاط دیگر کشور با علائم مشابه گزارش شدند.[۲۱]
- هراس چارلی چارلی (۲۰۱۵): بعد از انجام بازی چارلی چارلی چهار نوجوان در منطقه تونجا در کلمبیا راهی بیمارستان شدند.[۲۲]
- مشاهده دلقک (۲۰۱۶): در سال ۲۰۱۶ در آمریکا، کانادا و ۱۸ کشور دیگر مواردی از مشاهده دلقکهای شرور گزارش شد که همگی تحت عنوان هیستری جمعی طبقه‌بندی شدند و گفته شد که ترس از دلقکها دلیل این اتفاق بوده‌است. سایت خبری تحلیلی واکس ادعا کرد که «تقریباً همه افراد به هراس بزرگ دلقکها در سال ۲۰۱۶ دامن زدند به جز دلقکهای واقعی»[۲۳][۲۴]
- همه‌گیری تکرار شونده هیستری جمعی در نپال (۲۰۱۶–۲۰۱۸): این پدیده در مدرسه ای در منطقه پیوتان، غرب نپال گزارش شد. بعد از اینکه یک دختر ۹ ساله شروع به گریه و فریاد کرد، کودکان دیگری از همان مدرسه همین رفتارها را نشان دادند و در مجموعه ۴۷ دانش آموز (۳۷ دختر و ۱۰ پسر) در همان روز چنین علائمی داشتند. در سالهای بعد هم چنین مواردی در همان مدرسه مشاهده شده‌است. این مورد به عنوان هیستری جمعی تکرارشونده طبقه‌بندی شده‌است.[۲۵]
- پرواز شماره ۲۰۳ امارات (سپتامبر ۲۰۱۸): ۱۰۶ نفر از ۵۲۱ مسافر یک پرواز ۱۴ ساعته از دوبی به نیویورک علائمی شامل سرفه، عطسه، تب و استفراغ را گزارش کردند. خلبان موضوع را به فرودگاه اطلاع داد و پرسنل مراکز کنترل و پیشگیری ایالات متحده مسافران را قرنطینه کردند. ۱۱ نفر از مسافران به بیمارستان منتقل شدند. بعداً مشخص شد که بعضی از مسافران سرماخورده بودند و دیگران پس از مشاهده این افراد تصور کرده بودند که آنها هم بیمار هستند.[۲۶][۲۷]
- کتیریه، مالزی (۲۰۱۹): در اوت ۲۰۱۹ بی‌بی‌سی گزارش داد که دختران دانش آموز در دبیرستان ملی کتیریه شروع به جیغ زدن کرده و بعضی ادعا کرده‌اند که چهره شیطان را دیده‌اند. به نظر پروفسور سایمون وسلی از کالج سلطنتی روانپزشکان این اتفاق نوعی از «رفتار جمعی» بوده‌است. مسوولین مدرسه به دلیل اینکه فکر می‌کردند درختان اطراف مدرسه خانه ارواح شده‌اند، درختان را قطع کردند.[۲۸]
- آموزشگاه دخترانهٔ ستارهه، کنیا (اکتبر ۲۰۱۹): در آغاز ۵۲ دانش آموز به دلیل یک بیماری نامعلوم با علائمی از قبیل سرفه‌های شدید، عطسه و تب ایزوله شدند. وقتی این تعداد به ۶۸ نفر افزایش یافت مدیر مدرسه تصمیم گرفت مدرسه را تعطیل کند و از والدین دانش آموزان خواست که دخترانشان را به خانه ببرند. در نمونه‌های جمع‌آوری شده از دانش آموزان فقط دو مورد حاوی راینوویروس که یک ویروس شایع در سرماخوردگی است بودند. متخصصان اعزام شده از طرف وزارت بهداشت کنیا، بعد از انجام تحقیقات روان‌شناسی روی دانش آموزان به این نتیجه رسید که این بیماری نامعلوم مورد دیگری از هیستری جمعی بوده‌است.[۲۹]